# Cardiaspina densitexta
Cardiaspina densitexta är en insektsart som beskrevs av Taylor 1962. Cardiaspina densitexta ingår i släktet Cardiaspina och familjen rundbladloppor. Inga underarter finns listade i Catalogue of Life.